# 오베르뉴
오베르뉴(프랑스어: Auvergne, 오크어: Auvèrnha)는 프랑스 중남부에 위치한 레지옹으로 중심 도시는 클레르몽페랑이며 면적은 26,013km2, 인구는 1,341,000명(2008년 기준)이다.
동쪽으로는 론알프, 남쪽으로는 랑그도크루시용(현재의 옥시타니), 남서쪽으로는 미디피레네(현재의 옥시타니), 서쪽으로는 리무쟁(현재의 누벨아키텐), 북서쪽으로는 상트르발드루아르, 북동쪽으로는 부르고뉴(현재의 부르고뉴프랑슈콩테)와 접한다. 4개 주(알리에주, 오트루아르주, 캉탈주, 퓌드돔주)를 관할한다.
현재의 레지옹인 오베르뉴에 포함되어 있는 지역은 역사적으로 오베르냐로 간주되던 지역보다 크다. 현재 오베르뉴에 포함되는 지역들은 다음의 옛 프로뱅스들로 이루어져 있다. 산맥과 휴화산의 영향으로 인해 비옥한 호수와 목초 지대가 발달했으며 풍부하고 깨끗한 지하수로 유명한 곳이기도 하다. 2016년 1월 1일을 기해 시행된 레지옹 개편에 따라 오베르뉴와 론알프가 오베르뉴론알프로 합병되었다.